# Fiat 126
Fiat 126 är en personbil, tillverkad av den italienska biltillverkaren Fiat mellan 1972 och 1980.
Modellen tillverkades på licens i Polen under namnet Polski Fiat 126p mellan 1973 och 2000.

## Fiat 126
Fiat 126 debuterade på bilsalongen i Turin 1972. Under den nya karossen dolde sig mekaniken från företrädaren Nuova 500, med en något större motor. 1977 förstorades motorn ytterligare för bättre vridmoment Svansmotorkonceptet var föråldrat redan när 126:an presenterades och 1980 lades tillverkningen i Italien ned, till förmån för den framhjulsdrivna Fiat Panda.

## Polski Fiat 126p
Fiat 125 tillverkades i Polen av Fabryka Samochodów Osobowych (FSO) sedan 1967, men bilen var alltför dyr för vanliga polacker. 1972 startades Fabryka Samochodów Malolitrazowych (FSM) för att tillverka 126:an under namnet Polski Fiat 126p. Produktionen i Polen fortsatte sedan tillverkningen upphört i Italien. FSM exporterade bilen, främst till andra Warszawapaktsländer, men även till väst.
1987 kom den uppdaterade 126 bis, med vattenkyld motor. För att utöka bagageutrymmet monterades motorn liggande horisontellt och bilen fick en halvkombilucka. 126 bis efterträddes 1991 av Fiat Cinquecento, men den äldre, luftkylda 126p fortsatte tillverkas fram till år 2000. De polsktillverkade tillverkades i olika serier: 1985-1994 i serien facelift (FL), 1994-1996 i serien elegant (EL), 1997-1998 i serien ELX och Maluch ("lillpojke"), 1998-2000 i serien Maluch Town. Under 1994 genomgick bilen en förändring där bland annat lyktor och inredning blev av bättre kvalitet. Från och med år 1996 blev katalysator standard. Under de sista åren tillverkades bilen i det "lyxigaste" utförandet med bland annat stolar i tygklädsel (tidigare var galon standard), alarm som tillval, nackkuddar bak,  sidolister på dörrarna, radio som tillval, automatisk skrikvarnare när choken är på, eluppvärmd bakruta och låsbart tanklock. De tusen sista bilarna utkom i en specialserie som kallades Maluch Happy End. Dessa utkom i färgen kanariegul och rallyröd.

## Motorer
| Modell  | Årsmodell | Motor              | Cylindervolym | Effekt | Bränslesystem   |
| ------- | --------- | ------------------ | ------------- | ------ | --------------- |
| 126     | 1972-77   | 2-cyl radmotor ohv | 594 cm³       | 23 hk  | Enkel förgasare |
| 126     | 1978-2000 | 2-cyl radmotor ohv | 652 cm³       | 24 hk  | Enkel förgasare |
| 126 bis | 1987-91   | 2-cyl radmotor ohv | 704 cm³       | 26 hk  | Enkel förgasare |

## Tillverkning[1]
| Land    | Antal     |
| ------- | --------- |
| Italien | 1 352 912 |
| Polen   | 3 318 674 |

## Bilder

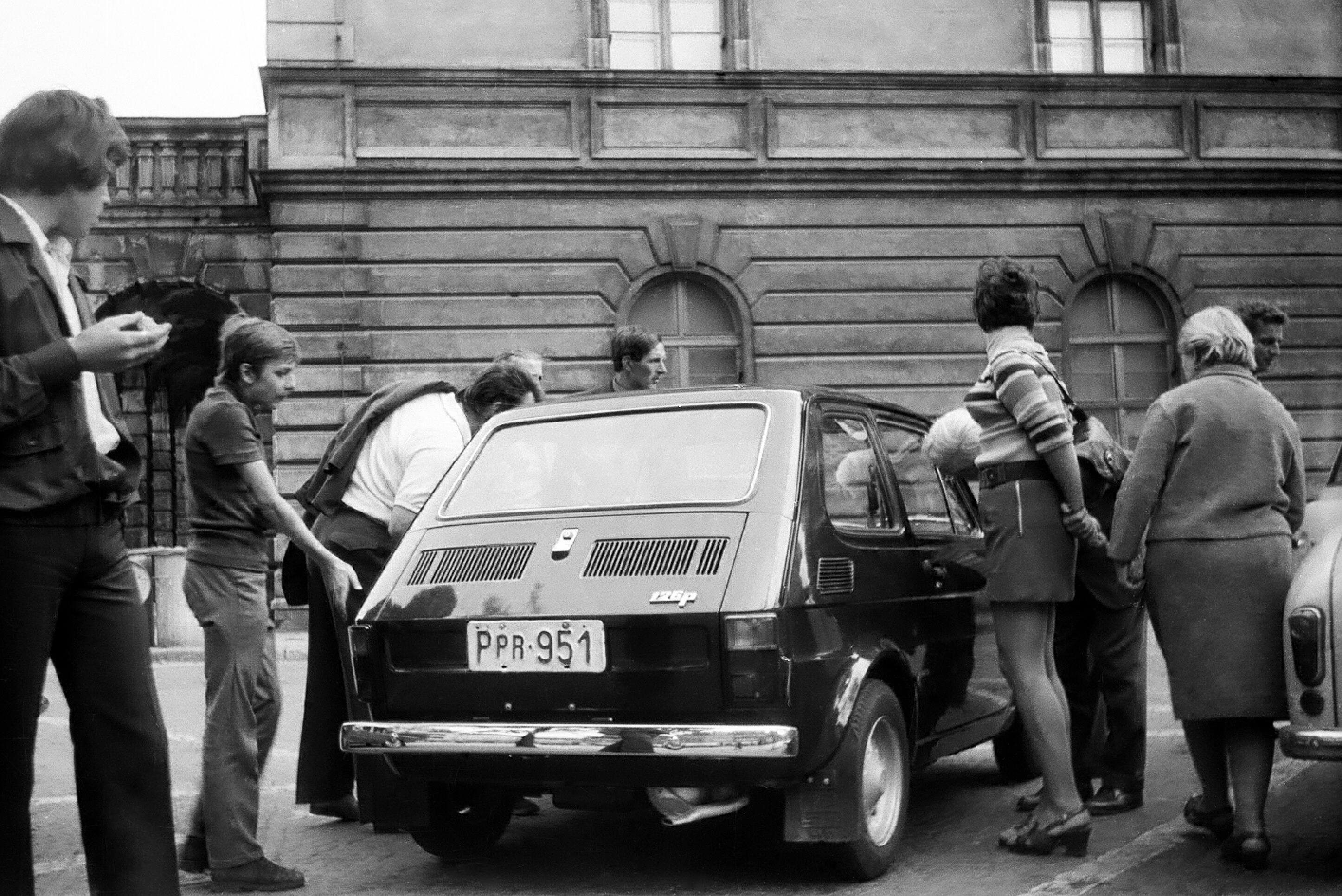
Polski Fiat 126p - 1973
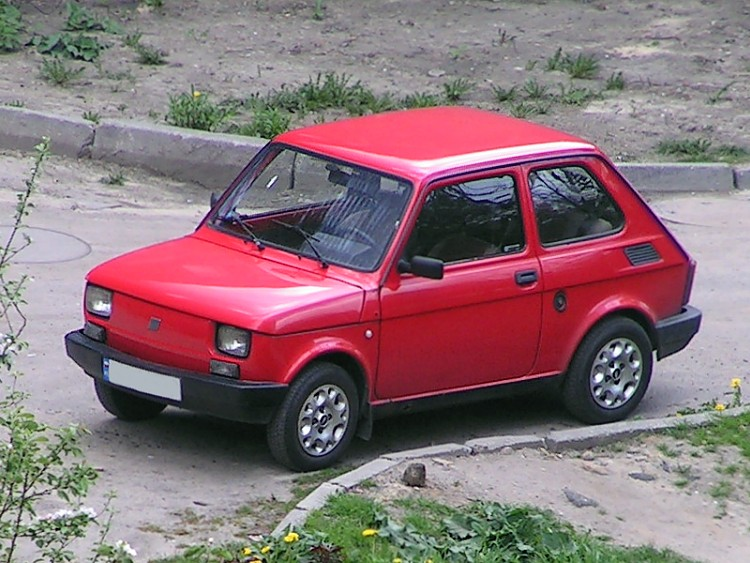
Polski Fiat 126p
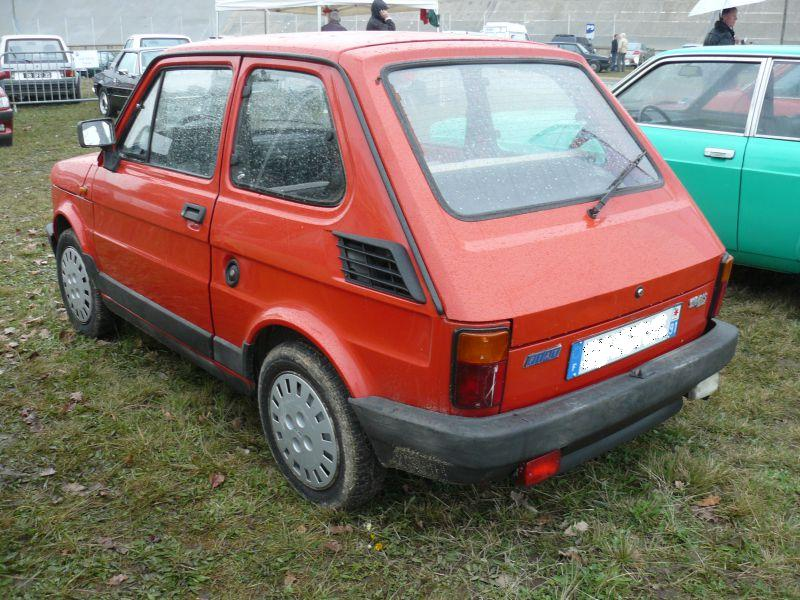
Fiat 126 bis, med stor baklucka
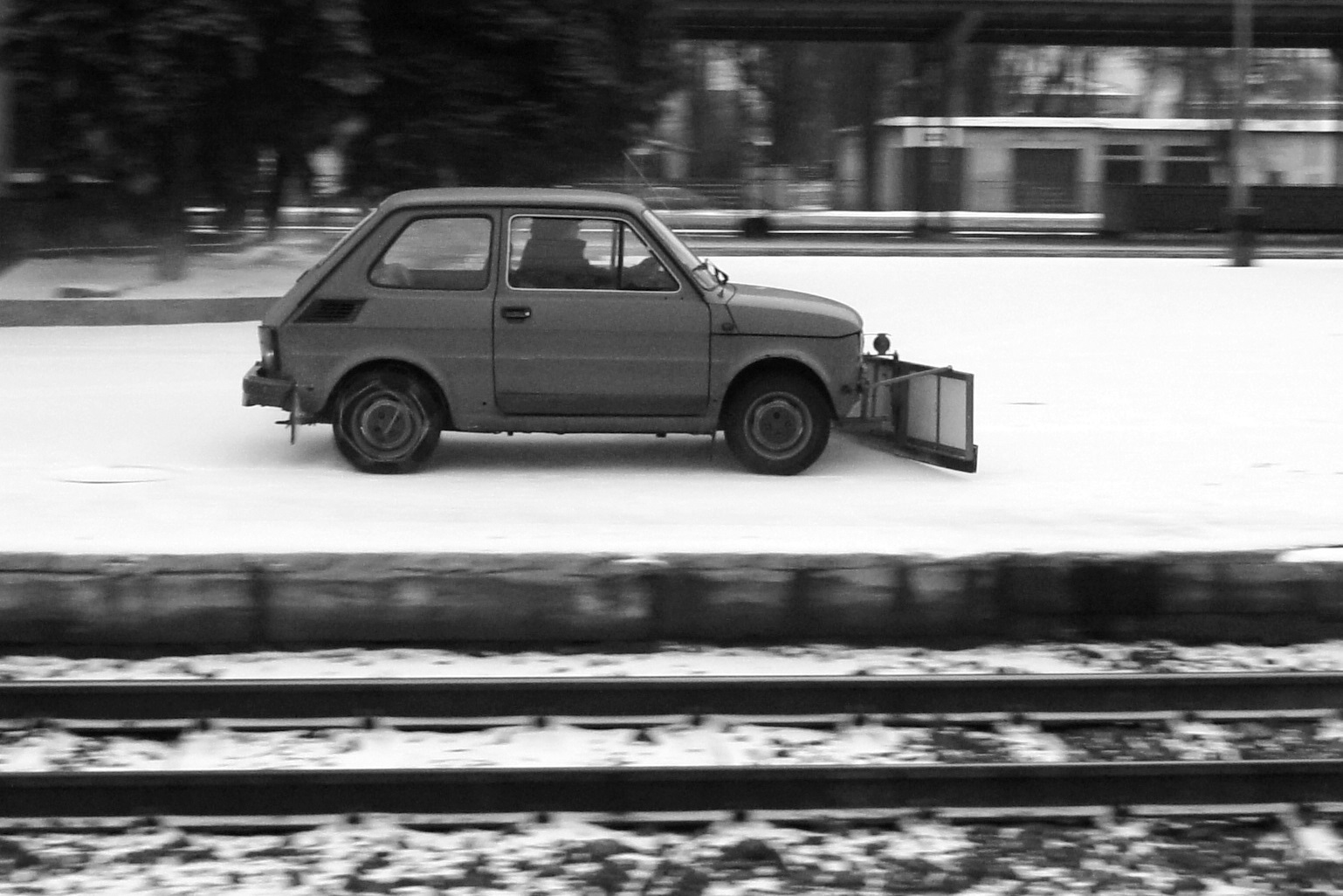
Snöplog
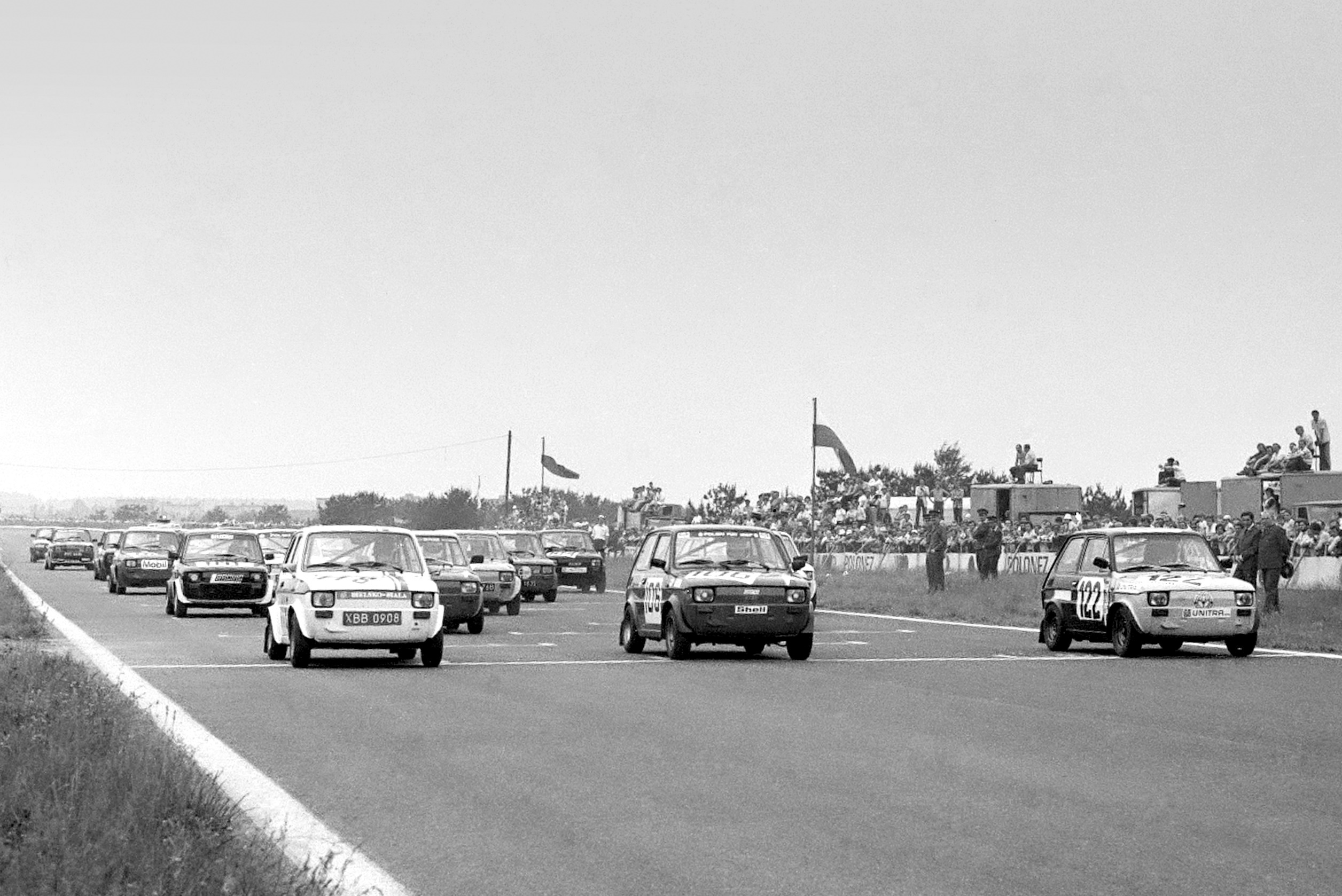